# Wspólnota administracyjna Vogt
Wspólnota administracyjna Vogt – wspólnota administracyjna (niem. Vereinbarte Verwaltungsgemeinschaft) w Niemczech, w kraju związkowym Badenia-Wirtembergia, w rejencji Tybinga, w regionie Bodensee-Oberschwaben, w powiecie Ravensburg. Siedziba wspólnoty znajduje się w miejscowości Vogt, przewodniczącym jej jest Peter Smigoc.
Wspólnota administracyjna zrzesza dwie gminy wiejskie:
- Vogt, 4 537 mieszkańców, 22,31 km²
- Wolfegg, 3 447 mieszkańców, 39,49 km²